# Пандолфо V Малатеста
Пандолофо V Малатеста (на италиански: Pandolfo V Malatesta; † XV век) е италиански кондотиер.

## Произход
Той е син на Николо I Малатеста.

## Биография
През 1394 г. му е дадена инвеститурата на Валдипондо.
Той е спътник по оръжие на братовчед си Карло II Малатеста, за когото е подест на Римини и наместник на правителството през 1405 г. През 1406 г. е на служба при флорентинците и воюва срещу Пиза. Остава няколко години под флага на Флоренция.